# ستيوارت أوكيف
ولد ستيوارت دينيس اوكيف في الخامس عشر من سبتمبر عام 1981 وهو من أمهر وأشهر الطهاه الأيرلنديين وكاتب في فن الطهي وشخصية تلفزيونية مرموقة حيث اشتهر بظهوره على شبكة قنوات الطهاة الخاصين لبيفرلى هيلز وغيرها من البرامج التلفزيونية. كما أنه كان سفيراً للعلامة التجارية «تبروير»(خط إنتاج أدوات منزلية- أدوات تجهيز وتخزين وتقديم الطعام) وشغل منصب طاهى شمال أمريكا منذ عام 2008 حتى عام 2011. واستقر اوكيف في غرب هوليوود بكاليفورنيا.
وبعد ظهور أوكيف على شبكة الغذاء، تميز في برنامج (مطبخ ستيوارت) والذي تم بثه في أيرلندا ونيوزيلندا. ولقد كان له ظهور مميز في  مارى وسى بى إس ذا تاك وغيرها من برامج الأسرة والعائلة وبرامج التوك شو وجمهورية تيلي. كما شارك أيضاً في الإعلانات التجارية لخطوط آسيانا الجوية في الحملة الدولية (فلاي ويذ كولور- لون سفرك).
ولد أوكيف في ليميريك بأيرلندا، ولديه اثنين من الأخوة وأخت واحدة. وبنشأته في نيناغ أيرلندا، نمي لديه شغف الطبخ أثناء مشاهدته  لأمه وهي تجهز الأصناف والوجبات. وفي تقرير صحفي له، قال أوكيف أنه كان يترك واجباته المدرسية لأجل مساعدة والدته وخالته لتحضير المعجنات والفطائر، ولذلك أصبح المساعد الأول واليد اليمنى لطاهي مطبخ العائلة ببلوغه السبعة أعوام. ولقد كان لأمه تأثيراً كبيراً علي أسلوبه في الطهي وحدث ذلك عن طريق إلهامه لاستخدام المكونات الطازجة من مصادرها المحلية.

## روابط خارجية
- ستيوارت أوكيف على موقع IMDb (الإنجليزية)